# Brachypelma klaasi
Brachypelma klaasi  (лат.) — вид пауков-птицеедов из рода Brachypelma. Эндемик Мексики. Редкий вид, занесённый во II Приложение СИТЕС.

## Замечания по систематике
Первоначально данный вид относили к роду Brachypelmides, основываясь на характерной форме сперматеки у самок, которая является цельной у представителей рода Brachypelma и разделенной на две части у представителей рода Brachypelmides, и по форме бульб у самцов. Однако впоследствии вид был отнесён к роду Brachypelma.

## Описание
Размер тела взрослых особей достигает 6—7 см. Размах лап до 14—16 см. Окраска в целом похожа на вид Brachypelma boehmei. Отличие заключается в цвете карапаса — у данного вида он является чёрным с красной каймой. Брюшко, и большая часть ног покрыта густыми красно-оранжевые волосками. От других представителей рода отличается массивным телом и короткими, очень массивными конечностями.

## Ареал и местообитание
Обитает Brachypelma klaasi в полупустынных областях Юго-Западной Мексики. Населяет разнообразные биотопы — от песчаных дюн на побережье океана до высокогорных лесов на высотах до 1500 м. над уровнем моря. В качестве убежища пауки этого вида обычно выбирают расщелины в скалах, пустоты под камнями либо самостоятельно выкапывают норы, в которых проводят большую часть дневного времени, выходя на поверхность из убежищ лишь с наступлением сумерек.

## Особенности биологии
Агрессию в случае опасности проявляет относительно редко, предпочитая обходиться счесыванием волосков с брюшка.
Половая зрелость у самцов наступает в 2—2,5 года, у самок — в 3—4 года. В коконе обычно содержится до 1000 яиц. Отличается большой продолжительностью жизни, которая составляет до 25 лет.

## Замечания по охране
Вид занесён в перечень животных, экспорт, реэкспорт и импорт которых регулируется в соответствии с Конвенцией о международной торговле видами дикой фауны и флоры, находящимися под угрозой исчезновения (СИТЕС).